# Anni 50 a.C.
Gli anni 50 a.C. sono il decennio che comprende gli anni dal 59 a.C. al 50 a.C. inclusi.

## Eventi, invenzioni e scoperte
Nel 58 Gaio Giulio Cesare inizia la campagna di conquista della Gallia, attraversa la Valsusa e romanizza il territorio

## Nati
- 30 gennaio - Livia Drusilla, nobildonna romana († 29)
- Tito Livio, storico romano († 17)58 a.C.
- Dongmyeong di Goguryeo, sovrano coreano († 19 a.C.)57 a.C.
- Clodia Pulcra, nobildonna romana55 a.C.
- Filota di Amfissa, fisico e medico greco antico
- Verrio Flacco, grammatico romano († 20)53 a.C.
- Yang Xiong, poeta, scrittore e letterato cinese († 18)52 a.C.
- Fenestella, storico romano († 19)
- Giuba II, sovrano e scrittore († 23)51 a.C.
- Pomponia Cecilia Attica, nobildonna romana
- Han Chengdi, imperatore cinese († 7 a.C.)50 a.C.
- Batillo, ballerino e attore teatrale romano

## Morti
- Quinto Cecilio Metello Celere, politico romano (n. 103 a.C.)
- Diodoto, filosofo greco antico
- Lucio Vezio, politico romano
- Gaio Ottavio, militare romano58 a.C.
- Tolomeo di Cipro, sovrano egizio57 a.C.
- Boduognato, condottiero gallo
- Cleopatra VI, regina egizia
- Dione di Alessandria, filosofo e funzionario egizio
- Fraate III, sovrano
- Vonone del Sakastan, re56 a.C.
- Lucio Licinio Lucullo, generale e politico romano (n. 117 a.C.)
- Seleuco VII, sovrano55 a.C.

- Archelao I di Comana, nobile e sacerdote
- Berenice IV, regina egizia
- Quinto Cecilio Metello Nepote minore, politico e militare romano
- Quinto Cecilio Metello Nepote, politico romano
- Quinto Cecilio Metello Cretico, politico romano
- Tigrane II, sovrano armeno

- 31 luglio - Aurelia Cotta, romana (n. 120 a.C.)
- Gaio Valerio Catullo, poeta romano (n. 84 a.C.)
- Cingetorige, principe e condottiero gallo
- Dumnorige, principe gallo
- Giulia, nobildonna romana (n. 76 a.C.)
- Mitridate IV di Partia, sovrano
- Lucio Petrosidio, militare romano
- Tasgezio, principe gallo
- Lucio Valerio Flacco, politico romano

- 9 giugno - Publio Licinio Crasso, politico e generale romano
- Abgar II, sovrano siriaco
- Catuvolco, principe gallo
- Marco Licinio Crasso, politico e militare romano
- Induziomaro, principe gallo
- Gaio Scribonio Curione, politico e generale romano

- 18 gennaio - Publio Clodio Pulcro, politico romano51 a.C.
- Marco Azio Balbo, politico romano (n. 105 a.C.)
- Camulogeno, principe e condottiero gallo
- Correo, principe e condottiero gallo
- Giulia minore, romana (n. 102 a.C.)
- Tolomeo XII, sovrano egizio50 a.C.
- Quinto Ortensio Ortalo, oratore e avvocato romano (n. 114 a.C.)
- Posidonio, filosofo, geografo e storico greco antico